# 杨德炎
杨德炎（1945年3月24日—2010年6月22日），男，汉族，上海人，中华人民共和国编辑、商务印书馆原总经理。

## 生平
1962年至1966年，在上海外国语学院西语系德语专业学习，毕业后分配至商务印书馆工作。1969年1月至1970年1月，在山东胶县6037部队农场劳动锻炼。1970年5月至1972年2月，在湖北成宁文化部“五七”干校劳动。1972年3月返回商务印书馆，从事编辑工作。1980年5月至1987年9月，先后任商务印书馆总编室副主任、主任、总经理助理。1983年加入中国共产党。1987年9月至1991年12月，任中国驻联邦德国大使馆文化处一等秘书、中国驻瑞士大使馆文化处一等秘书。1991年12月至1996年4月，任新闻出版署外事司司长。1996年4月至2008年5月，任商务印书馆总经理。1998年4月至2009年5月，任商务印书馆国际有限公司董事长。2007年8月，兼任中国出版年鉴社社长。当选为中共十五大代表。曾任中国出版工作者协会常务副主席，中国书刊发行业协会常务副会长，中国编辑学会副会长，中国辞书学会副会长，中国版权协会常务副理事长，中国翻译协会副会长，中国知识产权研究会常务理事，欧美同学会德奥分会副会长。参加编写了《德汉拼音词典》、《德汉词典》等辞书，合译了《沃尔夫传》等作品。
2010年6月22日离世，享年65岁。